# 異常X射線脈衝星
異常X射線脈衝星（Anomalous X-ray pulsar）是磁星的一種觀測表現。這些高能量X射線脈衝星的特徵是自轉週期約為2至12秒，磁場強度約為1013至1015高斯（1至100吉蓋茨拉）。截至2017年，已知有12顆確認的異常X射線脈衝星和2顆候選異常X射線脈衝星。

## 外部連結
- Meissner Effect in Quark Stars (University of Calgary)